# Assassin’s Creed Mirage
Assassin’s Creed Mirage ist ein Action-Adventure-Computerspiel mit Rollenspielelementen, das von Ubisoft Bordeaux entwickelt und von Ubisoft verlegt wird. Es ist der dreizehnte Teil der Hauptserie von Assassin’s Creed und der Nachfolger des 2020 erschienenen Assassin’s Creed Valhalla. Mirage wurde am 5. Oktober 2023 für PlayStation 4, PlayStation 5, Windows, Xbox One, Xbox Series X und Series S sowie Amazon Luna veröffentlicht.
Wie andere Spiele der Reihe spielt das Spiel in einem spezifischen historischen Setting. Das Spiel ist im historischen Bagdad des 9. Jahrhunderts in der Blütezeit des Islam zur Herrschaft der Abbasiden-Kalifen angesiedelt. Das Spiel folgt Basim Ibn Ishaq (eine Figur, die zum ersten Mal in Valhalla eingeführt wurde) und seiner Entwicklung vom Straßendieb zum vollwertigen Mitglied der Assassinen-Bruderschaft, die für Frieden und Freiheit gegen den Templerorden kämpft.
Dabei trifft man auf zahlreiche zeitgenössische Charaktere wie die Kalifen Al-Mutawakkil bzw. al-Mu'tazz und seine Mutter Qabiha, sowie al-Dschahiz und Arib al-Ma'muniyya, Ali ibn Muhammad, den Anführer der Zandsch-Rebellion und die Banū Mūsā-Brüder, ein Trio von Gelehrten und Erfindern. In einem DLC erlebt der Spieler eine abgewandelte Form des Märchens von Ali Baba und die vierzig Räuber, wobei man Mardschana trifft.

## Handlung
Nach den Ereignissen von Assassin's Creed Valhalla verwenden die modernen Assassinen eine Blutprobe von Basim Ibn Ishaq, um seine Erinnerungen an die Zeit des Abbasiden-Kalifats wieder aufleben zu lassen. Die Handlung setzt im Jahr 861 n. Chr. ein.
Der junge Straßendieb Basim lebt mit seiner Jugendfreundin und Begleiterin Nihal  am Euphrat in der Stadt al-Anbar, der ehemaligen Hauptstadt des Abbasiden-Kalifats. Sein ganzes Leben lang wird Basim von Visionen eines monströsen Dschinns heimgesucht, bei deren Bewältigung ihm Nihal geholfen hat. Obwohl Basim nur ein einfacher Dieb ist, hegt er größere Ambitionen und versucht, sich der geheimnisvollen Gruppe der Verborgenen anzuschließen, doch wird er von Roshan, der Anführerin der in al-Anbar stationierten Verborgenen, abgelehnt. Um sich ihr zu beweisen, schleicht sich Basim zusammen mit Nihal in den Palast des Kalifen, um eine Truhe zu stehlen, die sowohl von den Verborgenen als auch vom Orden der Ältesten gesucht wird. Basim holt ein scheibenförmiges Artefakt aus der Truhe, das eine holografische Nachricht anzeigt. Plötzlich wird er vom Kalifen al-Mutawakkil entdeckt und zur Rede gestellt. Nihal tötet den Kalifen, um Basim zu retten, und die beiden fliehen aus dem Palast.
Als Vergeltung für die Ermordung des Kalifen beginnen die Wachen des Kalifen, alle Diebe in Anbar abzuschlachten, darunter auch viele von Basims Freunden. Wütend beschuldigt er Nihal für die Sitituation verantwortlich zu sein. Mit Roshans Hilfe gelingt Basim die Flucht aus al-Anbar; sie bringt ihn in die Bergfestung der Verborgenen in Alamut. In den nächsten Jahren trainiert Basim unter Roshan und wird schließlich in den Orden der Verborgenen – die Assassinen – eingeweiht. Als ihr Mentor, Raihan, von dem schnell wachsenden Einfluss des Ordens in Bagdad erfährt, beschließt er, ein Kontingent der Verborgenen in die Stadt zu schicken, um Nachforschungen anzustellen, angeführt von Basim und Roshan.
Bei seiner Ankunft in Bagdad erfährt Basim, dass fünf Ordensmitglieder die höchsten Machtebenen des Kalifats infiltriert haben. In Bagdad angekommen beginnt Basim nacheinander die vier Führer des Ordens in den Außenbezirken auszuschalten; namentlich in den Stadtteilen Harbiyya, einem Armenviertel, in al-Abbasiya, einem gehobenen Mittelschichtsviertel, wo unter anderem das Haus der Weisheit steht, dem Handelsviertel al-Karch, und schließlich in al-Scharqiyya, das eine türkische Garnison enthält. Dabei trifft Basim auf bedeutende Zeitgenossen wie Ali ibn Muhammad, den Anführer der Zandsch-Rebellion, General Wasif al-Turki, die Sängersklavin und Dichterin Arib al-Mamuniyya und den Literaturwissenschaftler Al-Dschāhiz.
Während dieser Zeit trifft Basim wieder mit Nihal zusammen, die den Verborgenen misstraut und Basim ermutigt, die Artefakte zu untersuchen, nach denen der Orden sucht, da sie beide glauben, dass sie irgendwie mit ihnen verbunden sind. Schließlich enttarnt Basim die Anführerin des Ordens als Qabiha, die Mutter des Kalifen al-Mutazz und dringt zu ihr in den Kalifenpalast ein. Qabiha behauptet, dass Basim, die Antworten, die er sucht in einem verborgenen Tempel beim Orden der Verborgenen in Alamut zu finden sind. Sie versucht, Basim zu überzeugen, sie in den Tempel zu begleiten, wird aber von Roshan getötet, die Basim davor warnt, weiterzuforschen.
In Missachtung von Roshan, reisen Basim und Nihal nach Alamut, das von den Truppen des Ordens der Ältesten belagert wird. Basim rettet viele gefangene Verborgene, während er sich zum Tempel begibt, nachdem er Raihan davon überzeugt hat, dass die darin enthaltene Macht genutzt werden kann, um den Orden endgültig zu besiegen. Er wird jedoch von Roshan konfrontiert, die offenbart, dass sie von Basims wahrer Natur wisse und versucht, ihn am Betreten des Tempels zu hindern, da sie befürchtet, dass das, was in Basim geweckt wird, die Verborgenen in den Untergang stürzen könnte. Basim besiegt Roshan im Kampf, verschont aber ihr Leben und betritt mit Nihal den Tempel. Im Inneren findet er weitere scheibenförmige Artefakte und eine Stasiskapsel und erkennt, dass Nihal nie existiert hat; sondern sowohl sie als auch der Dschinn in Wirklichkeit Repräsentationen seiner verdrängten Erinnerungen als Isu Loki (die Isu sind in der Spielreihe die erste Zivilisation und verfügten über hoch entwickelte Technologie) Basim beschließt, sich seiner Natur als reinkarnierter Isu zu stellen, verschmilzt mit Nihal und erhält seine Erinnerungen zurück. Beim Verlassen des Tempels wird Basim wieder in die Verborgenen aufgenommen, was Roshan dazu veranlasst, unter Protest auszutreten.
Das Ende spielt auf Assassin’s Creed Valhalla an, da Basim sich von nun an als nordischer Gott dafür rächen will, dass Loki einst vom Göttervater Odin gefangen gehalten und gefoltert wurde, was sein Trauma verursachte und zu den Ereignissen von Valhalla führt.

## Historischer Hintergrund und reale Figuren

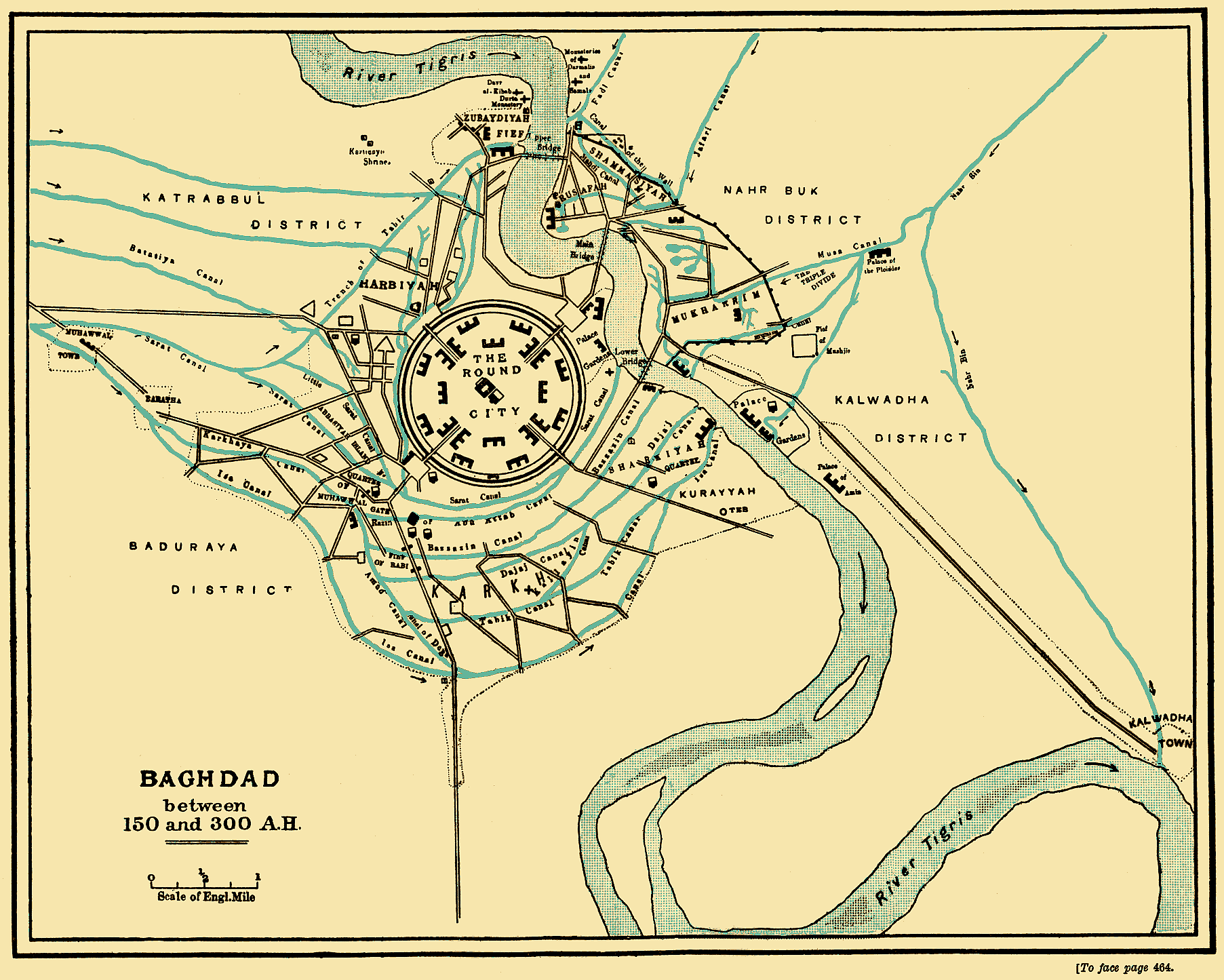
Karte vom Bagdad des 8. bis 10. Jahrhunderts.

Mirage enthält eine Reihe von Charakteren, die auf historischen Persönlichkeiten basieren; in einem DLC erlebt der Spieler eine abgewandelte Form des Märchens von Ali Baba und die vierzig Räuber, wobei man die Heldenfigur Mardschana trifft.

### Historisch reale Figuren im Spiel
- Al-Mutawakkil, zehnter Kalif der Abbasiden, im Jahr 861 ermordet
- al-Mu'tazz, dreizehnter Kalif der Abbasiden (reg. 866–869), im Jahr 869 ermordet
- Qabiha, Mutter des Kalifen al-Mutazz
- Ali ibn Muhammad, Anführer der Zandsch-Rebellion
- Wasif al-Turki, türkischer General, beteiligt an der Ermordung von al-Mutawakkil.
- Arib al-Ma'muniyya, berühmteste Sängersklavin aller Zeiten
- al-Dschahiz, bedeutender arabischer Literaturwissenschaftler
- Banū Mūsā-Brüder, persisches Brüdertrio bedeutender Gelehrten und Erfinder

## Entwicklung
Mirage wurde als ein kleinerer Assassin’s-Creed-Titel beschrieben, der ähnlich wie ältere Spiele der Reihe eine Spielzeit von 15 bis 20 Stunden haben wird. Es wurde entwickelt, um das 15-jährige Jubiläum der Serie zu feiern, wobei das Team die für Valhalla entwickelte Technologie nutzt, um ein Spiel zu entwickeln, das dem ersten Assassin’s Creed Tribut zollt.
Das Spiel wurde im September 2022 von Ubisoft angekündigt, nachdem zuvor Details über das Spiel in einem Leak bekannt wurden.

## Spiel
Mirage spielt einige Zeit vor den Ereignissen von Assassin’s Creed Valhalla und handelt von Basim Ibn Ishaq (Lee Majdoub), einem Straßendieb, der unter der Anleitung seiner Mentorin Roshan (Shohreh Aghdashloo) in Form einer Coming-of-Age-Story ein Verborgener wird.
Mirage ist ein Action-Adventure-Stealth-Spiel, das an ältere Assassin’s-Creed-Titel anknüpfen soll. Es soll linearer und handlungsorientierter werden und weniger Rollenspielelemente als die letzten Teile der Serie enthalten. Das Spiel spielt hauptsächlich in Bagdad, das in vier Bezirke unterteilt ist, enthält aber auch die Festung Alamut im heutigen Iran. Mit Mirage kehren auch die Attentatsmissionen aus Assassin’s Creed Unity und Assassin’s Creed Syndicate zurück, in denen die Spieler die Umgebung erkunden müssen, um verschiedene Möglichkeiten zu finden, ihre Opfer zu erreichen und zu eliminieren. Das Spiel enthält eine lehrreiche Datenbank zur Geschichte Bagdads mit Artikeln, die im Laufe des Spiels nach und nach freigeschaltet werden. Diese behandelt die historischen Hintergründe und islamische Kunst der Abbasidenzeit.
Ähnlich wie frühere Assassinen-Protagonisten verfügt die Hauptfigur Basim über ein großes Arsenal an Waffen und Werkzeugen, darunter die charakteristische versteckte Assassinen-Klinge, Rauchbomben, Wurfmesser und Giftpfeile. Sowohl Waffen als auch Werkzeuge können durch einen Fertigkeitsbaum verbessert werden, der verschiedene Effekte ermöglicht. Basim hat außerdem Zugriff auf den Adlerblick und einen gefiederten Begleiter namens Enkidu (nach einer Figur aus der mesopotamischen Mythologie), einen Adler, mit dem er nahe gelegene Gebiete auskundschaften kann. Im Gegensatz zu früheren Assassin's Creed-Spielen, die auch über Vogelbegleiter verfügten, können feindliche Bogenschützen Enkidu erkennen und auf ihn schießen.
Ubisoft kündigte an, dass sie eine exklusive Mission mit dem Titel The Forty Thieves für Spieler, die das Spiel vorbestellt haben, veröffentlichen werden.

## Rezeption
Das Spiel bekam in der deutschen Presse überwiegend positive bis gemischte Kritiken. Golem.de betonte die kurze Spieldauer von 15 bis 20 Stunden und die deutlich kleinere Spielwelt im Vergleich zu anderen Teilen der Reihe. Das Spiel würde aber Spaß machen und den Fokus auf leise Attacken aus dem Hinterhalt setzen. Stern.de schrieb, das Spiel wäre eine Rückkehr zu den Wurzeln der Spielreihe, was „gleichzeitig gelingt und scheitert“. Kritisiert wird, dass die Story nur wenig packend wäre und die „Inszenierung fühlt sich fast genauso an wie vor 15 Jahren“. Gamepro lobte die Atmosphäre des Spiels und bezeichnete den Teil als ein „Ein Schritt zurück, der die Serie wieder nach vorne bringt“.